# Neoharriotta carri
Espèce
Statut de conservation UICN

 NT  : Quasi menacé
Neoharriotta carri est une espèce de poissons de la famille des Rhinochimaeridae (ordre  des Chimaeriformes, les chimères).

## Répartition
Neoharriotta carri est un poisson marin qui se rencontre dans l'Atlantique Ouest, de la mer des Caraïbes jusqu'au cotes colombiennes et vénézuélienne. Il est présent entre 340 et 600 m de profondeur.

## Description
La taille maximale connue pour Neoharriotta carri est de 596 mm.

## Étymologie
Son nom spécifique, carri, lui a été donné en l'honneur de James K. Carr (1914-1980).

## Publication originale
- (en) Harvey R. Bullis et James S. Carpenter, « Neoharriotta carri: A New Species of Rhinochimaeridae from the Southern Caribbean Sea », Copeia, Société américaine des ichtyologistes et des herpétologistes, vol. 1966, no 3,‎ 7 septembre 1966, p. 443-450 (ISSN 0045-8511 et 1938-5110, OCLC 1565060, DOI 10.2307/1441063, JSTOR 1441063).